# Burg (Spreewald)
Burg (Spreewald), niedersorbisch Bórkowy (Błota), ist eine Gemeinde im Landkreis Spree-Neiße im Osten von Brandenburg. Sie ist seit dem 8. Mai 2025 Thermalsoleheilbad, zuvor war die Gemeinde seit 2005 ein staatlich anerkannter „Ort mit Heilquellenkurbetrieb“. Burg (Spreewald) wird vom gleichnamigen Amt verwaltet, dessen Sitz sich in der Gemeinde befindet.

## Geografie

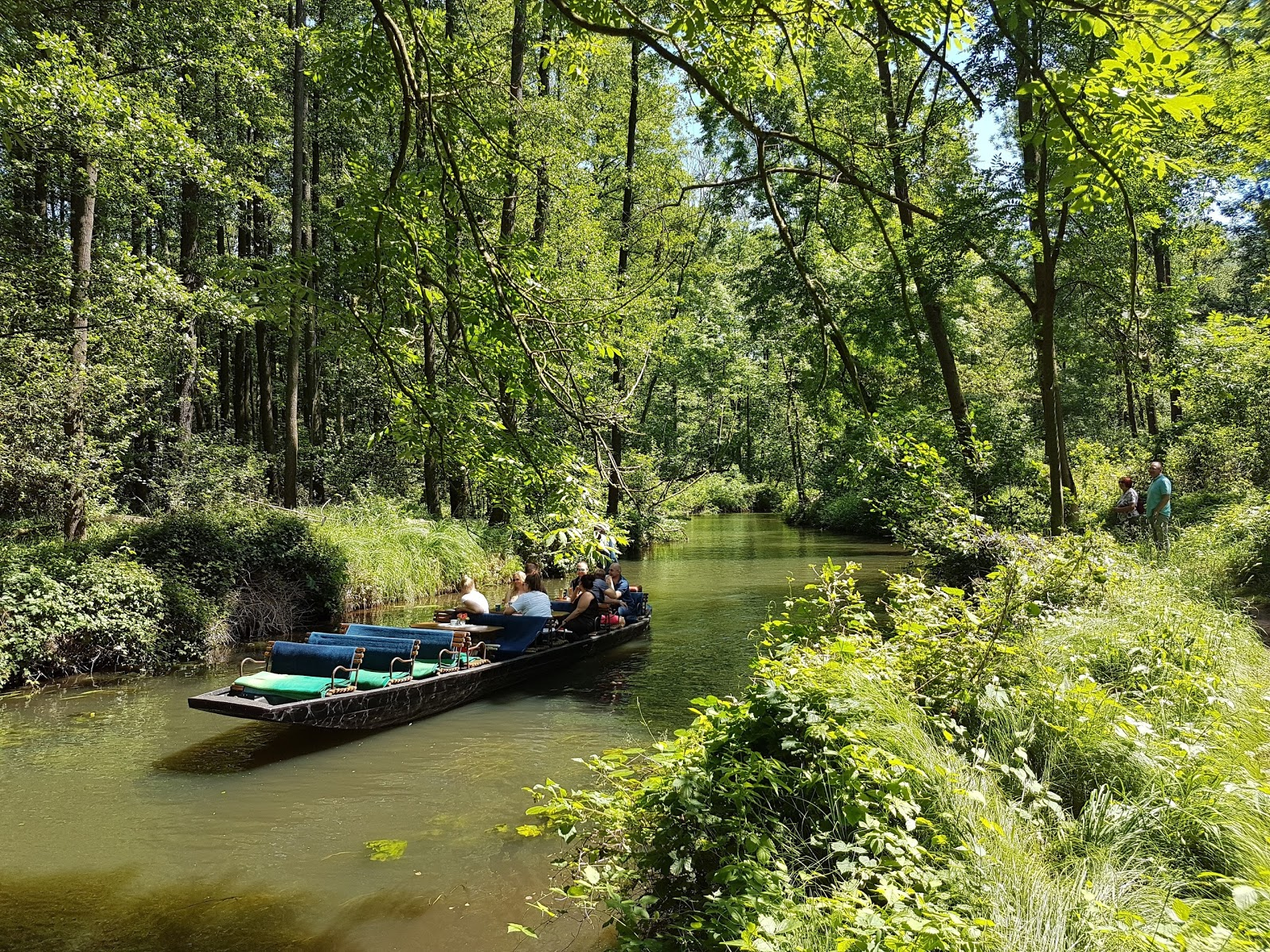
Kahnfahrt durch den Hochwald in Burg

Die Gemeinde Burg (Spreewald) liegt im Zentrum des Oberspreewaldes etwa 20 km nordwestlich von Cottbus. Sie gehört zum Biosphärenreservat Spreewald und liegt im angestammten Siedlungsgebiet der Sorben. Öffentliche Gebäude und Einrichtungen, Straßen, Wege, Plätze und Brücken werden schrittweise zweisprachig beschriftet. Burg grenzt im Norden an Straupitz und Byhleguhre-Byhlen, im Nordosten an Schmogrow-Fehrow, im Osten an Werben, im Süden an Kolkwitz, im Südwesten an Vetschau und im Westen an Lübbenau.
Durch das geringe Gefälle hat sich die Spree zu einem Binnendelta mit vielen Fließen und Kanälen verzweigt und somit Kaupen gebildet. In der intakten Spreewaldlandschaft gibt es 300 Wasserläufe, die Fließe genannt werden. Eines der längsten ist das Große Fließ, welches im Norden der Gemarkung u. a. den Hochwald durchquert und einen Teil der Nordgrenze bildet. Der etwa 1000 ha große Hochwald wurde als landschaftlich einzigartiges Gebiet von der UNESCO teilweise zur Schutzzone 1 (höchste Schutzklasse) erklärt.
Während die Ortsteile Burg-Dorf und Müschen die normale Bebauung eines Dorfes haben, sind die ehemaligen Gemeinden Burg-Kauper und Burg-Kolonie als Streusiedlungen entstanden. Die Gehöfte sind auf Grund der Relief- und Wasserverhältnisse auf Kaupen angelegt, räumlich weitflächig verteilt und von Feldern, Wiesen und Waldflächen umgeben, so dass eher der Eindruck einer Parklandschaft als einer geschlossenen Ortschaft entsteht.

## Gemeindegliederung
Zur Gemeinde Burg (Spreewald) gehört der Ortsteil Müschen (niedersorbisch Myšyn) mit dem Wohnplatz Paulicks Mühle (Pawlikojc Młyn).
Der Hauptort gliedert sich in die bewohnten Gemeindeteile Burg-Dorf (Wobsedne Bórkowy), Burg-Kauper (Kupaŕske Bórkowy) und Burg-Kolonie (Prizaŕske Bórkowy). Die Gemeindeteile der Gemeinde Burg (Spreewald) haben nicht den Status eines Ortsteils mit Ortsbeirat.

## Geschichte

### Frühbesiedlung und Mittelalter

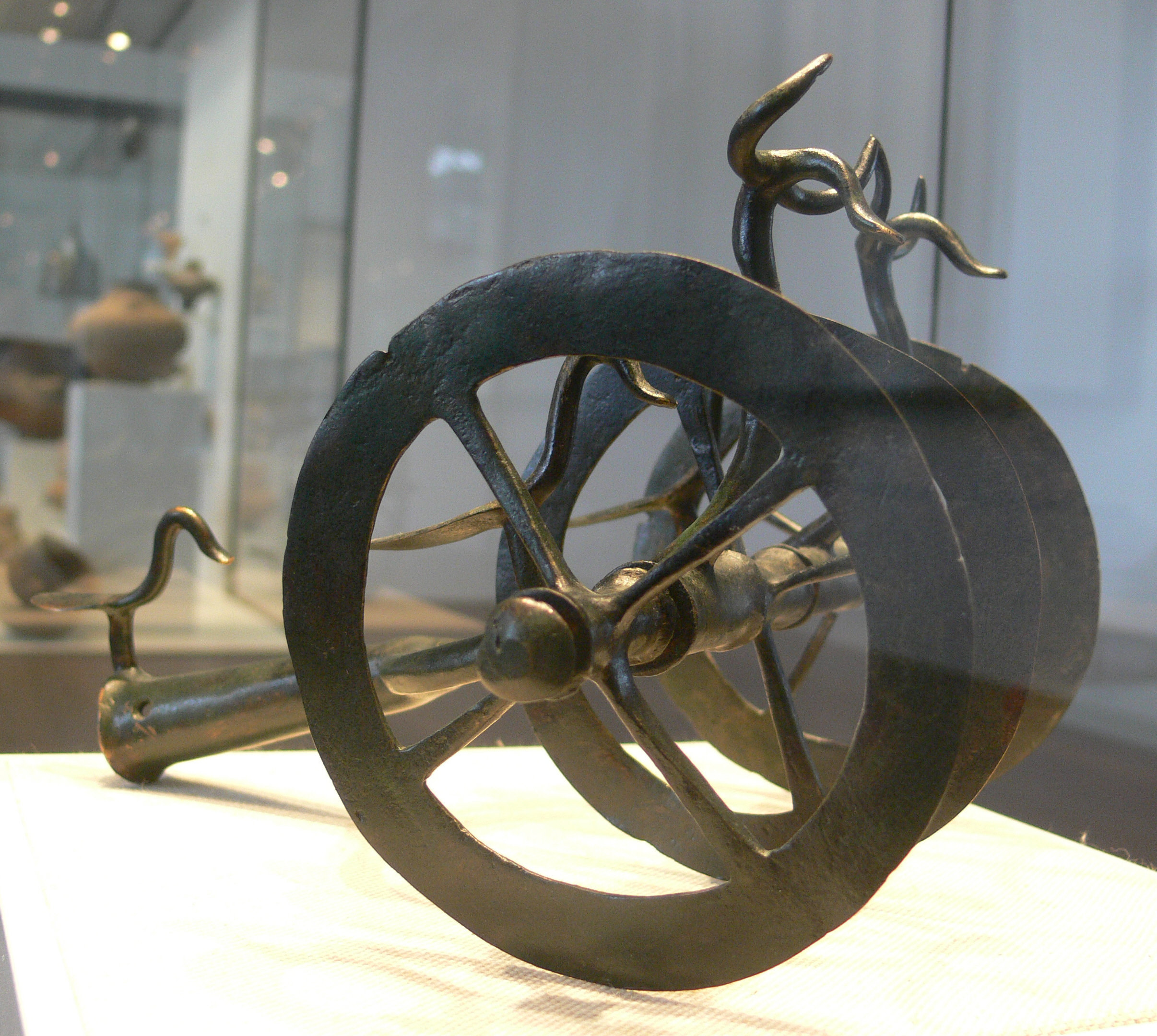
Bronzezeitlicher Kultwagen aus Burg (Museum für Vor- und Frühgeschichte Berlin)

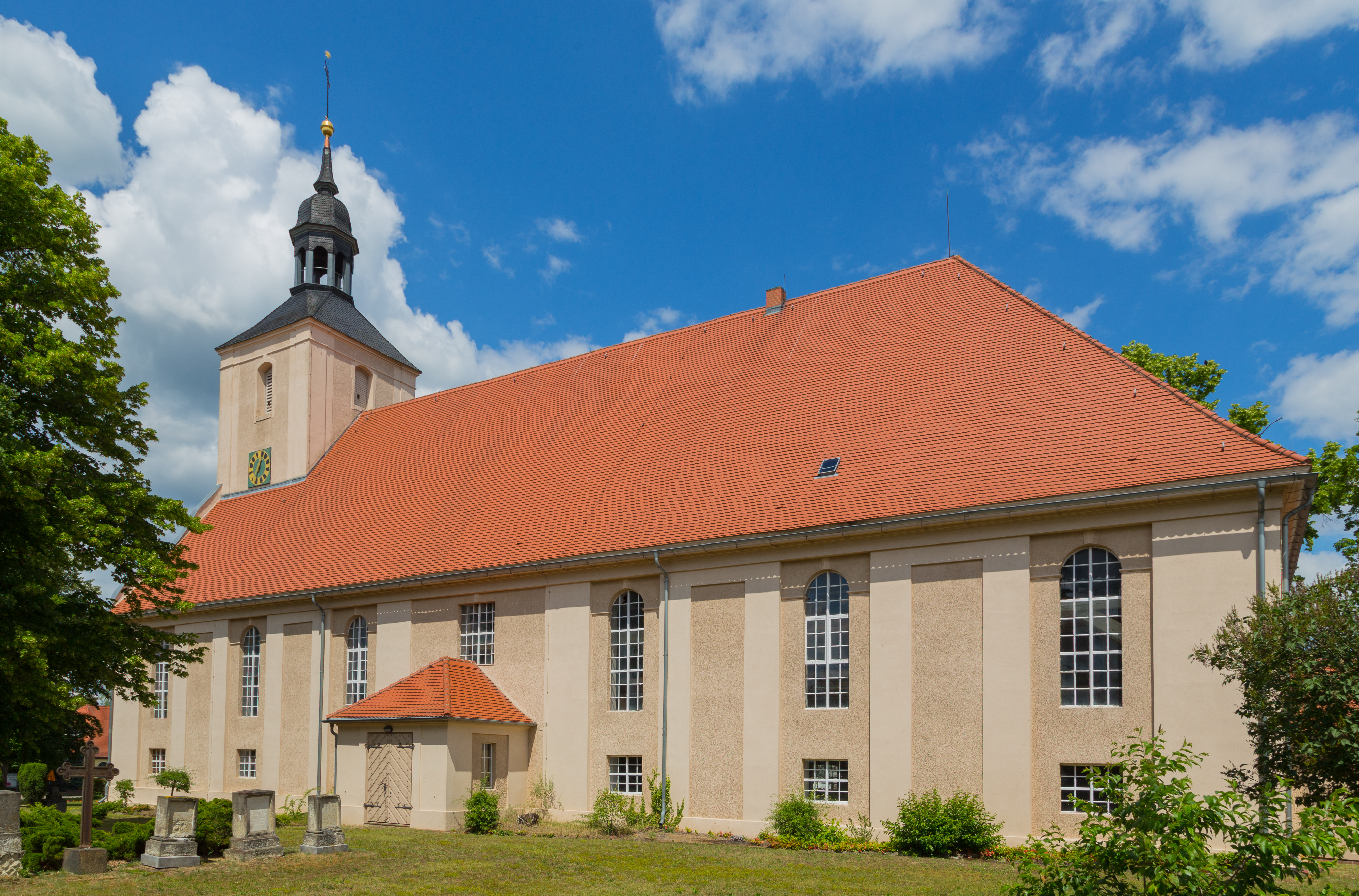
Evangelische Kirche in Burg

Die ältesten Anzeichen einer Besiedlung in der Jungsteinzeit und Bronzezeit finden sich auf dem Schlossberg (62 m) nördlich von Burg-Dorf. Bei Regulierungsarbeiten an der Spree im Jahr 1876 fanden Arbeiter einen bronzezeitlichen, dreirädrigen Kultwagen. Sein Alter wurde von Experten auf über 3000 Jahre bestimmt und gilt somit als Nachweis der Besiedlung dieser Region im Spreewald. Nach den germanischen Semnonen siedelten sich um das Jahr 600 Sorben, auch Wenden genannt, hier an. Die Sage, um das Jahr 1000 habe der polnische König Bolesław I. Chrobry an dieser Stelle eine Burg bauen lassen, gehört neueren Zeiten an, wobei ihre geschichtliche Grundlage unsicher ist.
Bei den damaligen harten Lebensbedingungen war die Urbarmachung des Niedermoorbereiches im Gebiet von Burg sehr schwierig, da fast alles mit Kähnen bewerkstelligt werden musste. Die Häuser wurden aus Holzbohlen gebaut und mit Reet gedeckt, wovon es noch viele bis zu 300 Jahre alte gibt.
Burg wurde erstmals am 29. September 1315 in einer Urkunde der Herren von Ileburg als „villa Borgk“ erwähnt, als eine Besitzung aus der Herrschaft Lübbenau verkauft wurde. Damit ging auch das Recht zur Fischerei an den neuen Besitzer über. Zu dieser Zeit lebten rund 300 Einwohner in dem Dorf, in dem auch bereits eine Mühle erwähnt wurde. Der Ort gelangte dabei aus dem Besitz Bodo des Älteren von Ileburg an den Ritter Christian von Langen und dessen Söhne. Chronisten vermuten, dass eine Überschwemmung mit einer anschließend einsetzenden Hungersnot Bodo den Älteren zu diesem Schritt zwang. 

### Bei Brandenburg und Preußen
Durch den Frieden von Guben kam Burg 1462 an den Kurfürsten Friedrich II. von Brandenburg, der es dem Amt Cottbus zuordnete. 1535 wurde die Reformation in Burg eingeführt. Im gleichen Jahr wird die Schriftsässigkeit nach Cottbus zugewiesen. Markgraf Friedrich von Brandenburg ließ 1602 eine Hufenrolle anlegen. Sie ergab für die Burg sechs Hufner, 51 Gärtner, drei Kötter sowie einen Müller, die insgesamt 28,5 Hufe bewirtschaften. Aus dem Jahr 1637 ist erstmals eine Schule überliefert. In den Jahren 1691 bis 1699 kam es jährlich zu einem Hochwasser, das erhebliche Teile der Ernte vernichtete.
Im 18. Jahrhundert begann der Preußenkönig Friedrich Wilhelm I., seine ausgedienten Soldaten in der Burger Umgebung anzusiedeln. Sie ließen sich auf natürlichen hochwasserfreien Anhöhen (Kaupen) nieder und begannen, die Umgebung urbar zu machen. Durch Rodungen wurden große Flächen für landwirtschaftliche Zwecke umgenutzt. Sie wurden durch die jährlichen Überschwemmungen gedüngt und erwiesen sich daher als ausgesprochen fruchtbar. Ab 1725 wurde die Siedlung Burg-Kauper angelegt. In den Jahren 1748 bis 1750 siedelten sich Weberfamilien aus Nachbarorten in Burg an, die eine Leinweberei entstehen ließen. Davon zeugt heute noch die von Burg-Kolonie östlich gelegene großflächige Ortslage, die so genannte Bleiche.
Erst 1749 erhielt Burg ein erstes Gebetshaus, vorher mussten die Gläubigen in die Lübbenauer Kirche und ab 1635 in die Dorfkirche von Werben gehen. Das erste Gebetshaus war jedoch bald zu klein, so dass 1753 eine Fachwerkkirche errichtet wurde, die allerdings bereits am 30. September 1766 abbrannte. Daraufhin wurde provisorisch ein Bethaus errichtet und 1799 der Grundstein für die im 21. Jahrhundert vorhandene evangelische Kirche als frühklassizistischer Saalbau mit vierseitiger Empore gelegt, die am 11. November 1804 eingeweiht wurde.
Friedrich II. setzte die Ansiedlungen fort und ermöglichte durch die Vergabe von Land 100 zumeist ausländischen Siedlern die Gründung von Burg Kolonie im Jahre 1766. Der Plan hatte Erfolg: Nur zwölf Jahre später war die Einwohnerzahl bereits auf 375 Personen angewachsen. Von 1771 bis 1804 wurden erste Kanäle gebaut, um den Wasserhaushalt in der Region besser regulieren zu können. Sie wurden durch Untersuchungen der preußischen und sächsischen Regierung zur Regulierung der Wasserverhältnisse in den 1830er Jahren ergänzt. Aus dem Jahr 1817 ist überliefert, dass ein Christian Müller die Mühle wieder neu aufgebaut hat, sie mithin zuvor zerstört worden sein muss. Am 5. Dezember 1836 kam es zu einem Brand in dem Gebäude, das anschließend wiederaufgebaut wurde. 1844 wurde die erste Dorfschule eröffnet. 1852 eröffnete Heinrich Kleefeld die erste Apotheke; am 1. Juli 1856 eine Postexpedition dritter Klasse, die sich zu einem Postamt entwickelte. 1870 gründete sich ein Turnverein, der 1881 in eine Turnerfeuerwehr überging. 1879 wurde eine Telegraphenleitung in Betrieb genommen. Am 7. Juli 1881 gründete sich die Freiwillige Feuerwehr in Burg. Sie bezog zunächst nur einen einfachen Schuppen, bevor sie 1882 mit einer ersten Handdruckspritze ausgestattet wurde. 1874 gründete sich als erster Verein in Burg ein Männergesangsverein, die Chorgemeinschaft „Concordia“.
In den späten 1860er Jahren trugen Arbeiter am Schlossberg Erde ab, um feuchte Ackerflächen urbar zu machen. Dabei stießen sie auf zahlreiche Artefakte, die von Archäologen in die Bronzezeit datiert wurden. Eines der Kunstwerke war ein Bronzewägelchen, das Rudolf Virchow im Jahr 1880 von einem Schneider Purko erwarb. Es befindet sich im 21. Jahrhundert im Museum für Vor- und Frühgeschichte in Berlin und ist ein Beleg dafür, dass die Region bereits vor über 3000 Jahren besiedelt war. Virchow wurde auf die Region aufmerksam, sah auf Grund der wilden Schatzsuche am Berg jedoch ein Bodendenkmal in Gefahr. 1871 reiste Virchow daher mit seiner Berliner Gesellschaft für Anthropologie, Ethnologie und Urgeschichte zu einer Tagung nach Burg. 1880 fand dort unter seiner Mitwirkung ein Teil des Internationalen Anthropologischen Kongresses statt. Als 1897 auf dem Schlossberg zur Errichtung der Spreewaldbahn umfangreiche Erdarbeiten geplant waren, trat er erneut auf den Plan und überzeugte den Landrat Wackerbarth, die fünf Hektar große Fläche anzukaufen. Ab 1898 fuhr die Spreewaldbahn durch Burg, die jedoch 1970 wieder stillgelegt wurde.

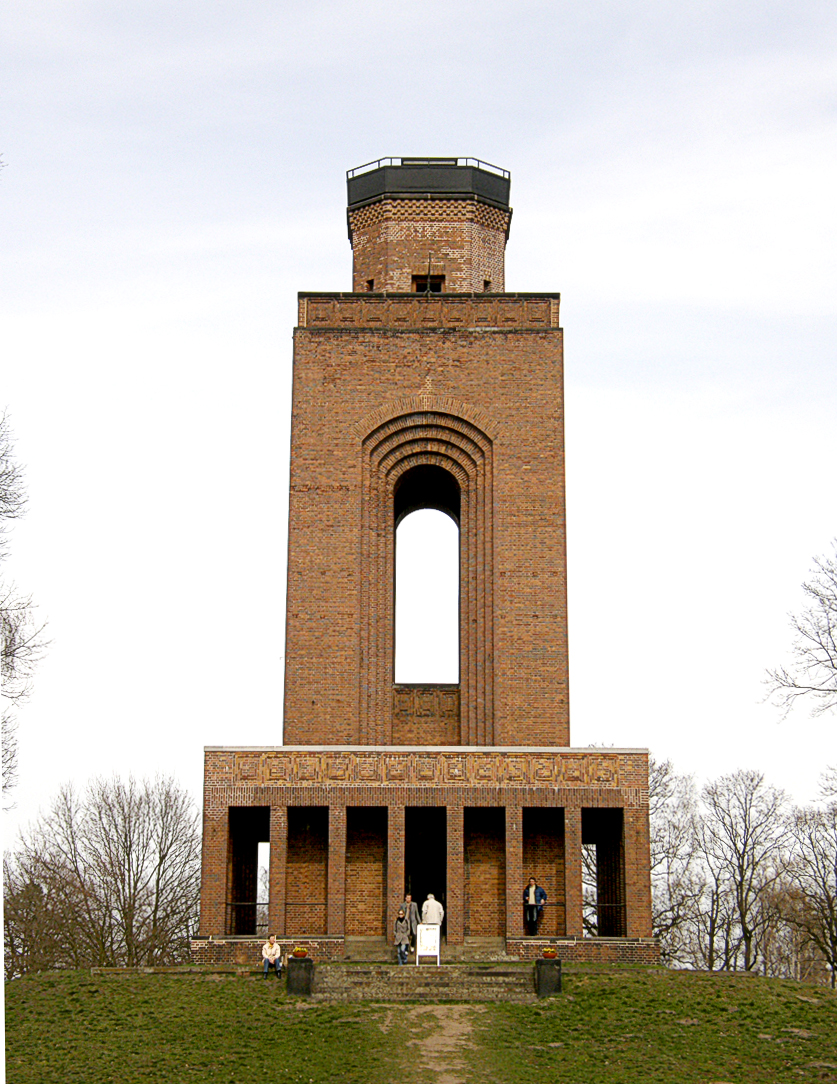
Bismarckturm

Neben der besseren Anbindung durch die Eisenbahn waren es auch die Erzählungen Theodor Fontanes in seinen Wanderungen durch die Mark Brandenburg, die auch in Burg zu einem Anstieg des Tourismus führten. 1882 hatte der Lübbenauer Lehrer Paul Fahlisch die Idee, den Touristen die Region bei einer Kahnfahrt näherzubringen. Er gilt damit als Begründer des Tourismus in der Gemeinde. Mit dem Einsetzen des Fremdenverkehrs ging bei den Einheimischen das Niedersorbische als Muttersprache zurück. 1884 eröffnete die erste homöopathische Praxis. Die Einwohnerzahlen stiegen weiter: So lebten 1885 bereits 4533 Einwohner in Burg. Hinzu kamen 97 Pferde, 2300 Rinder, 1300 Schweine sowie 371 Bienenstöcke. Insgesamt 97 Händler belebten den Ort. 1887 wurde die erste Telefonverbindung mit Werben eingerichtet. Gleichzeitig errichteten Handwerker eine Straßenverbindung nach Cottbus. 1895 wurde die Dorfstraße gepflastert. Um 1900 kam daher auf Initiative des Kriegervereins die Idee auf, auf dem Schlossberg einen Bismarckturm zu errichten, der gleichzeitig als Aussichtsturm dienen sollte. Damit wurden Überlegungen des Spreewaldvereins obsolet, eine Aussichtsplattform am Gasthaus Eiche zu errichten. 1917 wurde der Turm der Öffentlichkeit übergeben.
Burg war in dieser Zeit immer wieder von zum Teil verheerenden Hochwassern betroffen. Durch eine erste Begradigung der Spree in den 1870er Jahren verschärfte sich die Situation, da sich die Durchlaufzeiten des Hochwasserscheitels drastisch verkürzten. Dennoch lehnte die Gemeinde im Jahr 1879 die Aufnahme in die neu gegründete „Wasser-Genossenschaft Lübbenau“ ab. Sie befürchtete fallende Grundwasserstände und Wasserdefizite. Ebenfalls abgelehnt wurde 1886 der Bau eines Kanals, der als Umfluter dienen sollte. Doch bereits 1897 kam es zu einem weiteren Hochwasser, das zu erheblichen Schäden führte. Weitere Hochwasser in den Jahren 1899, 1900, 1901, 1915, 1917, 1919, 1920, 1926, 1927 und 1930 folgten. Erst ein erweiterter Ausbau der Fließe zwischen 1926 und 1936 führte zu einer Verbesserung des Hochwasserschutzes. 1899 gründete sich ein landwirtschaftlicher Verein, der in den folgenden Jahren durch zahlreiche Vortragsveranstaltungen zum kulturellen Leben in Burg beitrug.

### Burg im 20. Jahrhundert

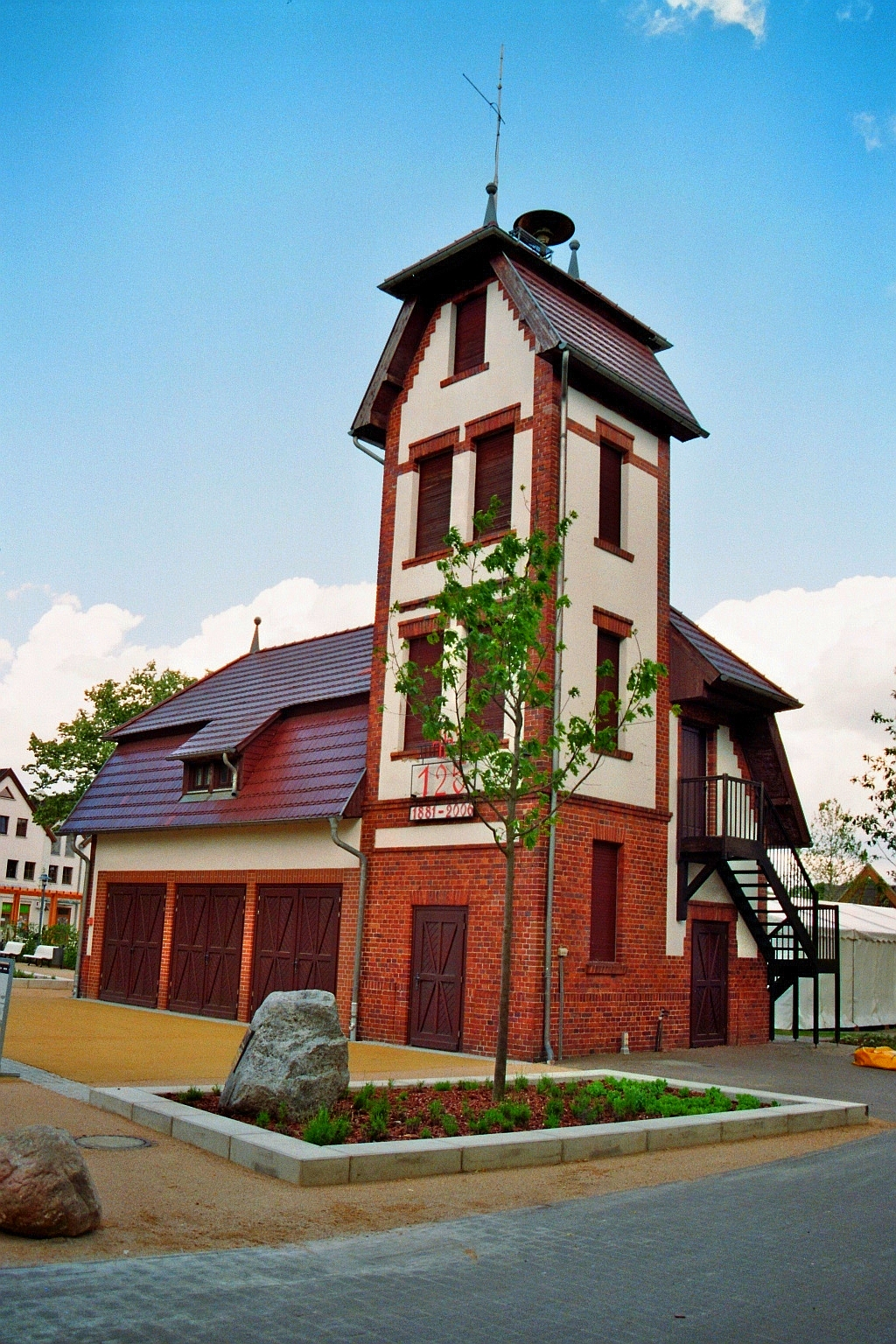
Das 1911 gebaute Gerätehaus der Freiwilligen Feuerwehr

Am 24. Oktober 1901 beschloss die Gemeinde Burg-Kauper, fünf Wege mit einer Länge von insgesamt 20 km Länge zu errichten. Damit sollte ein Anschluss an die Orte Burg-Dorf, Burg-Kolonie, Byhleguhre sowie nach Schmorgrow hergestellt werden. In der Nacht vom 3. auf den 4. August 1903 kam es in der Mühle in Burg zu einer Mehlstaubexplosion, bei der das Bauwerk bis auf das Wasserrad zerstört wurde. Sie wurde ein Jahr später durch einen Neubau mit einer Wasserturbine ersetzt. Am 23. Juni 1905 wurde das erste Telefonnetz mit 14 Teilnehmern in Betrieb genommen. Am 4. April 1908 gründeten sich die „Vereinigten Kahnfährleute“, die bis 1935 insgesamt 288 Mitglieder zählten. 1911 weihte die Freiwillige Feuerwehr ein Spritzenhaus ein. Der alte Schuppen wurde verkauft und der Erlös an die drei Gemeinden verteilt. Die Infrastruktur wuchs weiter – 1913 bauten Handwerker die Hafenanlage in der Mühlgrube. Kurze Zeit später erhielten die ersten Einwohner einen Anschluss an das elektrische Stromnetz, das von 1919 bis 1936 ausgebaut wurde. Am 7. März 1920 fand die erste Filmvorführung im Ort statt. In der Gaststätte „Zum Spreehafen“ lief an diesem Abend ein Film über das Leben der Charlotte Corday. 1925 gründete sich der Gemischte Chor, der mit dem Männergesangsverein fusionierte. Von 1920 bis 1933 wurden Straßen und Verbindungen befestigt und ausgebaut. Zuvor gab es lediglich vereinzelte schmale Fußsteige. Über die Gräben waren Bohlen gelegt; über die größeren Fließe mit Kahnverkehr gab es hohe Brücken, die auch „Bänke“ genannt werden. Die Arbeiten gingen jedoch nur mühsam voran, denn es fehlte an Kies, um die Wege entsprechend aufzuschütten. Der erforderliche Sand wurde aus den Fließen gewonnen und mit Kähnen zu den Baustellen transportiert. Die Einwohner wurden dabei zu 35 bis 40 Tagen Hand- und Spanndiensten herangezogen. Als 1926 und 1927 durch Hochwasser die gerade fertig gestellten Wege wieder zerstört wurden, beschloss die Gemeinde, den Windmühlenberg abzubauen. Per Feldbahn wurden 66.000 m³ Sand nach Burg-Kolonie transportiert. 1929 erhielt die Feuerwehr in Burg-Kauper ein erstes Fahrzeug, das bis 1959 im Dienst war. 1930 errichteten Handwerker in der Bahnhofstraße ein festes Schulgebäude mit vier Räumen, 1934 bis 1936 die Ringchaussee.
In der Zeit des Nationalsozialismus hatte Hermann Göring den Plan, die wirtschaftlich schwache Region zu entvölkern und gleichzeitig Wisente und Elche anzusiedeln. Damit sollte im Spreewald ein Jagdgebiet für die Nationalsozialisten entstehen. In diesem Zusammenhang kamen Überlegungen auf, die von zahlreichen Hochwassern geplagte Region großflächig trockenzulegen. Durch den Ausbruch des Zweiten Weltkrieges wurden die Pläne jedoch nicht mehr umgesetzt. Vielmehr wurde von 1951 bis 1975 ein Hochwasserschutzkonzept realisiert, das aus mehreren Umflutern und Rückhaltebecken besteht. 1952 konnten so bereits 10.000 Hektar Land geschützt werden. Im gleichen Jahr, am 23. Mai, gründete sich die Gemeinschaft wendischer/sorbischer Spreewaldfischer Burg und Umgebung. Sie umfasste bis 1991 insgesamt 17 Fischergruppen mit rund 160 Mitgliedern. Die Vereinigten Kahnfährleute wurden in „Arbeitsgemeinschaft der Kahnfährleute“ umbenannt.
Der Bismarckturm wurde 1951 nach einem Gemeindebeschluss in „Turm der Jugend“ umbenannt. Wegen des zunehmenden motorisierten Verkehrs errichteten Bauarbeiter in Burg-Kauper zwischen 1953 und 1955 insgesamt zwölf massive Brücken. Am 3. Mai 1960 gründete sich die erste Landwirtschaftliche Produktionsgenossenschaft „Spreeland“ unter dem Vorsitz von Max Fiedermann. Sechs weitere LPGen folgten, die 1975 zu einer einzigen LPG vom Typ III zusammengefasst wurden.

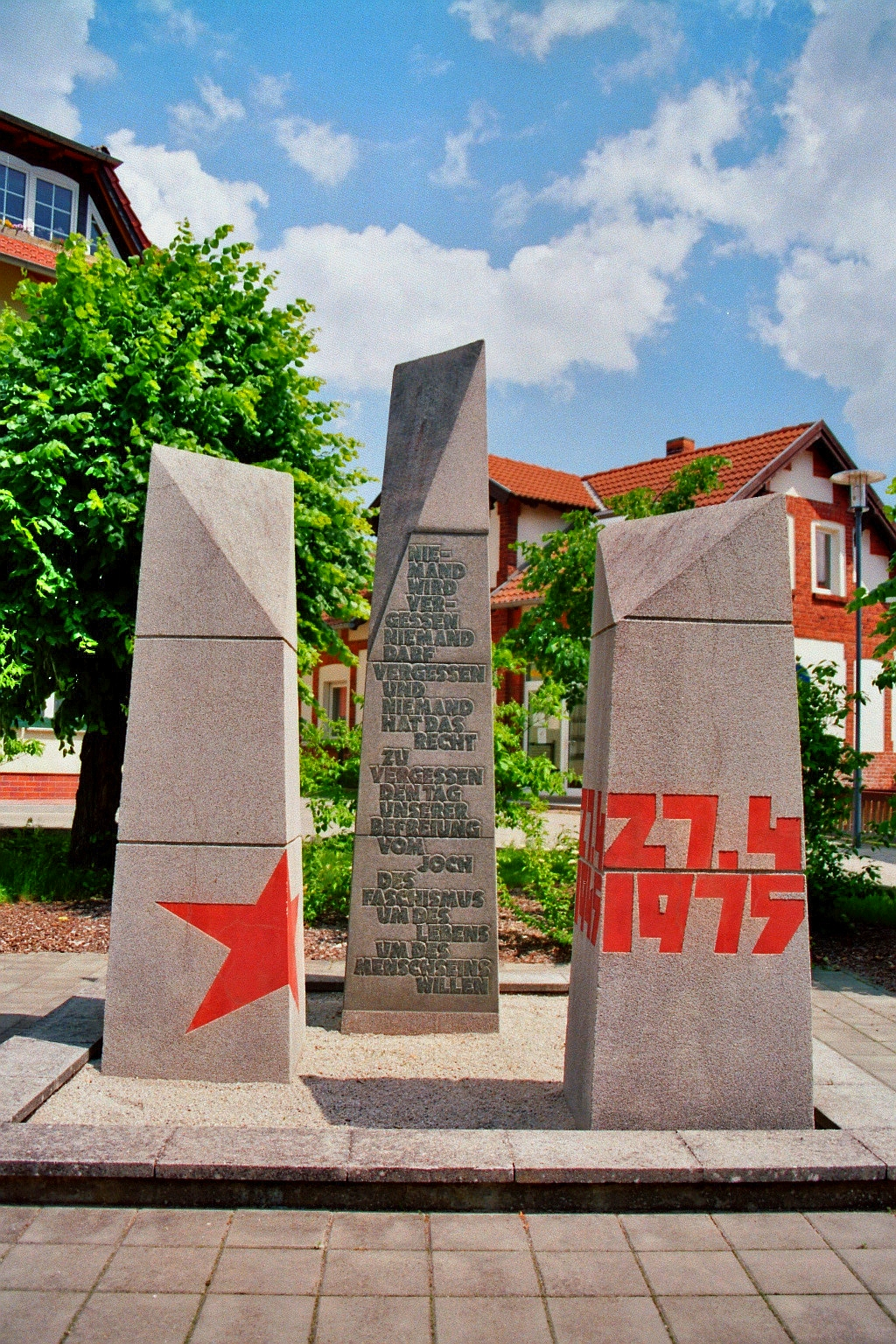
1975 aufgestelltes Ehrenmal im Ortszentrum

Im Jahr 1965 feierte der Ort sein 650-jähriges Jubiläum. 1972 vergrößerten Handwerker das Spritzenhaus, damit ein neues Fahrzeug dort stationiert werden konnte. 1976 wurde die zweite Hafenanlage am Waldschlösschen eröffnet. 1982 konnte die zehnklassige „Polytechnische Oberschule Hans Beimler“ Burg (Spreewald) ihren Betrieb aufnehmen. Sie ersetzte die Dorfschulen in den einzelnen Ortschaften durch ein zentrales Angebot. Die Oberschule bemühte sich intensiv um einen ersten Computer, der 1984 schließlich für 4000 DDR-Mark erworben wurde: ein Commodore 64.

### Seit der Wiedervereinigung
Die amtliche Schreibweise des Ortsnamens lautete bis zum Ende der DDR „Burg/Spreewald“. Nach der Wende erfolgte auch in Burg die Privatisierung der LPG. Der Turm der Jugend wurde zum 3. Oktober 1990 wieder in Bismarckturm umbenannt. Die Hauptstraße, die Bahnhofstraße sowie weitere Verbindungswege wurden grundlegend neu gebaut oder erhielten einen neuen Belag. Die Freiwillige Feuerwehr erhielt zwei gebrauchte Robur-Lkw, die neben einer feuerwehrtechnischen Ausstattung einen Tragkraftspritzenanhänger erhielten. 1991 gründete sich die Erzeugergemeinschaft „Spreewaldmarkt“. Ein Jahr später konnten zahlreiche Maßnahmen zur Verbesserung der Trinkwasserqualität erfolgreich abgeschlossen werden. Dazu wurde unter anderem ein umfangreiches Leitungsnetz verlegt und ein Wasserwerk in Betrieb genommen. 1992 wurde die Oberschule in eine Gesamtschule umgewandelt. Dort bestand auch die Möglichkeit, das Abitur abzulegen. 1994 ging eine Kläranlage ans Netz. Der Ort entwickelte sich weiter: Pensionen, Hotels und Gaststätten eröffneten und richteten sich auf den Tourismus aus. Hinzu kam 1994 eine Reha-Klinik. Damit wurde eine jahrzehntealte Idee umgesetzt: Bereits in den 1960er Jahren fanden Geologen bei Bohrungen heraus, dass in Burg warmes und salzhaltiges Wasser für gesundheitliche Zwecke gefördert werden konnte. Die Thermalsole liegt in Burg bei 1350 Metern. Die Gemeinde beschloss daraufhin am 7. Juli 1994 den Antrag zu stellen, künftig das Prädikat Luftkurort führen zu dürfen; dem wurde 1996 stattgegeben. 1997 gestaltete die Gemeinde den Festplatz neu. Am 3. April 1998 erhielt die Gemeinde die staatliche Anerkennung als Erholungsort. Am 14. Oktober 2000 eröffnete eine neue Feuer- und Rettungswache, während das alte Spritzenhaus seit dieser Zeit als feuerwehrtechnisches Museum dient.

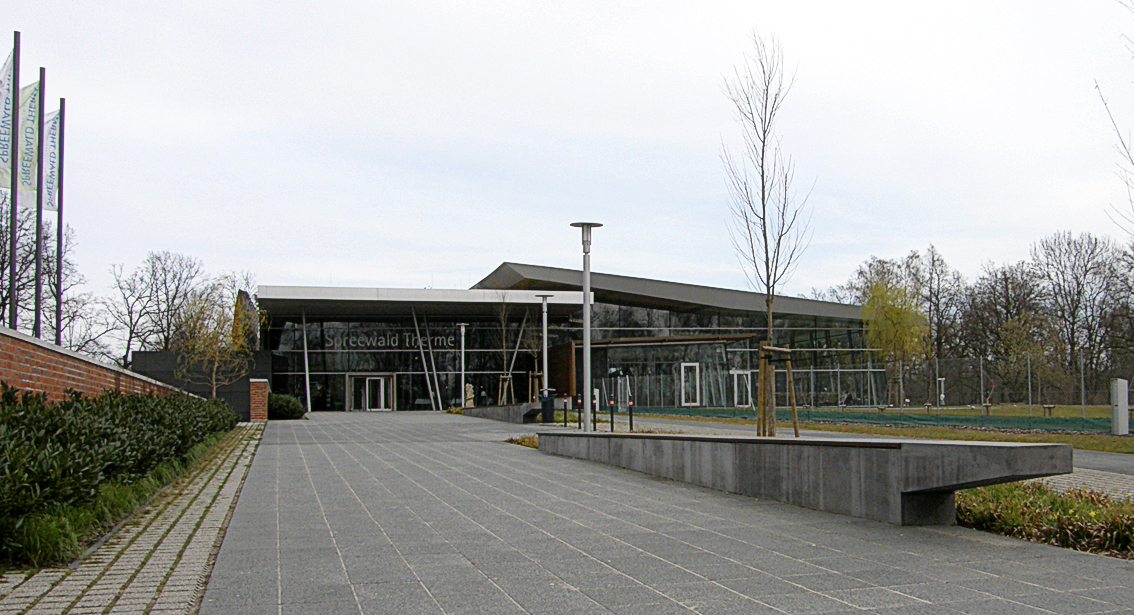
Spreewaldtherme

2005 eröffnete die Spreewaldtherme und im selben Jahr erhielt der Ort die Anerkennung als staatlich anerkannter Ort mit Heilquellen-Kurbetrieb. 2008 feierten die Kahnfährleute mit einem Korso ihr 100-jähriges Bestehen. 2010 wurde die gymnasiale Oberstufe aufgegeben, da die Schülerzahlen stark zurückgegangen waren. Seit dieser Zeit gibt es in Burg eine Grund- und Oberschule. 2012 feierten die Spreewaldfischer ihr 60-jähriges Jubiläum. 2014 beschloss die Gemeindevertretung ein Leitbild „Burg2020“ mit einem Handlungsrahmen für die künftige Kurortentwicklung. 2015 feierte Burg sein 700-jähriges Jubiläum.
Im April 2023 veröffentlichten zwei Lehrkräfte der Oberschule Burg einen Brandbrief, in dem sie rechtsextreme und rassistische Vorfälle an der Schule öffentlich machten. Dieser führte unter anderem dazu, dass von einigen Eltern in einem Brief an die Schulleitung die Entlassung der beiden Lehrkräfte gefordert wurde. Unterdessen kam es zu weiteren rechtsextremen Vorfällen, die auch gegen die Lehrkräfte gerichtet waren. Diese Vorfälle zogen Ermittlungen des Staatsschutzes nach sich. Im Juli 2023 wurde bekannt, dass die beiden Lehrkräfte, die den Brandbrief verfasst hatten, die Oberschule Burg verlassen.

### Verwaltungsgeschichte
Burg, Burg-Kauper und Burg-Kolonie gehörten seit 1816 zum Kreis Cottbus in der preußischen Provinz Brandenburg. Am 1. Juli 1950 wechselten die Gemeinden in den Landkreis Lübben (Spreewald), im Rahmen der DDR-Gebietsreform 1952 wurden die Gemeinden dem Kreis Cottbus (ab 1954 Kreis Cottbus-Land) im Bezirk Cottbus zugeordnet.
Mit Wirkung zum 1. Januar 1960 schlossen sich die zuvor selbstständigen Gemeinden Burg-Kauper, Burg-Dorf und Burg-Kolonie zusammen. Vorausgegangen waren intensive, über mehrere Jahre geführte Diskussionen über das Für und Wider eines solchen Zusammenschlusses. Burg/Spreewald wurde zur damaligen Zeit damit mit rund 30 km² zum flächenmäßig größten Dorf in der DDR. Nach der Wiedervereinigung lag die Gemeinde zunächst im brandenburgischen Landkreis Cottbus und seit 1993 im Landkreis Spree-Neiße.
Die bis dahin selbstständige Gemeinde Müschen wurde am 31. Dezember 2001 nach Burg (Spreewald) eingemeindet.

## Bevölkerung

### Bevölkerungsentwicklung
| Jahr | Einwohner |
| ---- | --------- |
| 1964 | 3 804     |
| 1971 | 3 799     |
| 1981 | 3 482     |
| 1985 | 3 447     |
| 1990 | 3 433     |

| Jahr | Einwohner |
| ---- | --------- |
| 1995 | 3 602     |
| 2000 | 4 138     |
| 2005 | 4 556     |
| 2010 | 4 391     |
| 2015 | 4 338     |

| Jahr | Einwohner |
| ---- | --------- |
| 2020 | 4 262     |
| 2021 | 4 248     |
| 2022 | 4 175     |
| 2023 | 4 194     |
| 2024 | 4 179     |

Gebietsstand des jeweiligen Jahres, Einwohnerzahl: Stand 31. Dezember (ab 1991), von 2011 bis 2021 auf Basis des Zensus 2011, ab 2022 auf Basis des Zensus 2022

### Sorbische Sprache
Burg war lange Zeit ein rein von Sorben bewohnter Ort. Laut dem sorbischen Volkskundler Arnošt Muka lag der sorbische Bevölkerungsanteil im Jahr 1884 bei mindestens 91 Prozent, wobei der Großteil der deutschsprachigen Einwohner die sorbische Sprache ebenfalls beherrschte. Im Jahr 1956 beherrschten laut Arnošt Černik in Burg-Dorf 29,4 Prozent, in Burg-Kauper 47,2 Prozent und in Burg-Kolonie 68,7 Prozent der Einwohner die sorbische Sprache. Bei der bislang letzten amtlichen Erhebung im Jahr 1995 hatten in Burg-Kauper noch 15,7 Prozent, in Burg-Kolonie 20,6 Prozent und in Müschen 21,4 Prozent der Einwohner Sorbischkenntnisse.

## Politik

### Gemeindevertretung
Die Gemeindevertretung von Burg besteht aus 16 Gemeindevertretern und dem ehrenamtlichen Bürgermeister. Die Kommunalwahl am 9. Juni 2024 führte zu folgendem Ergebnis:
| Partei / Wählergruppe             | Ergebnis 2024 | Sitze 2024 |        | Ergebnis 2019 | Sitze 2019 |
| --------------------------------- | ------------- | ---------- | ------ | ------------- | ---------- |
| Gemeinsam für Burg                | 46,2 %        | 7          | 21,8 % | 3             |            |
| Bündnis für Burg                  | 27,0 %        | 4          | 30,6 % | 5             |            |
| Landwirtschaft und Umwelt         | 12,2 %        | 2          | 04,1 % | 1             |            |
| CDU                               | 09,1 %        | 2          | 22,4 % | 4             |            |
| SPD                               | 05,5 %        | 1          | 09,0 % | 1             |            |
| Einzelbewerber Hans-Jürgen Dreger | –             | –          | 06,5 % | 1             |            |
| Einzelbewerber Alexander Wach     | –             | –          | 05,6 % | 1             |            |
| Wahlbeteiligung                   | 72,1 %        | 72,1 %     | 64,4 % | 64,4 %        |            |

Der Sitz des Einzelbewerbers Hans-Jürgen Dreger war in der Wahlperiode von 2019 bis 2024 ab dem 21. August 2020 unbesetzt, nachdem er von der Gemeindevertretung zum Bürgermeister gewählt worden war. Bei der Wahl 2024 trat er auf der Liste der Wählergruppe Gemeinsam für Burg an.

### Bürgermeister
- 1967–1990: Martin Schmidt (SED)
- 1990–1993: Manfred Neumann (Gemeinsam für Burg)
- 1993–2011: Martin Schmidt (PDS/Die Linke)
- 2012–2014: Manfred Neumann (Gemeinsam für Burg)
- 2014–2020: Ira Frackmann (CDU)[18]
- 2020–2025: Hans-Jürgen Dreger (Gemeinsam für Burg)[19]
- seit 2025: Bernd Ragotzky (Gemeinsam für Burg)

Dreger wurde in der Bürgermeisterwahl am 9. Juni 2024 mit 64,4 Prozent der Stimmen für eine weitere Amtszeit von fünf Jahren gewählt. Er starb am 26. Januar 2025. Am 29. April 2025 wurde der bisherige Stellvertreter Bernd Ragotzky von den Gemeindevertretern zum neuen Bürgermeister gewählt.

### Wappen und Flagge
Das Ministerium des Innern des Landes Brandenburg hat der Gemeinde Burg (Spreewald) die Genehmigung zur Führung eines Wappens am 15. Mai 2007 und zur Führung einer Flagge am 14. August 2007 erteilt. Das Wappen wurde von dem Heraldiker Uwe Reipert gestaltet.
| Wappen von Burg | Blasonierung: „In Grün eine gold-bekrönte silberne Schlange, die sich um einen goldenen Säulenfuß windet und aus deren Rachen sich ein silberner Wasserschwall in das darauf liegende Becken ergießt; beseitet von je zwei goldenen Sumpfdotterblumen.“ |
| Wappen von Burg | Wappenbegründung: Das Schlangenmotiv ist angelehnt an die mythologische Darstellung der Hygieia, Tochter des Asklepios, die für gesunde Lebensführung steht. Die übliche Darstellung der sich um den Becher mit heilkräftigem Inhalt windenden Schlange ist erweitert um die regional bedeutsamen Attribute der Krone als Zeichen des Schlangenkönigs und des ausgespienen Wassers als Hinweis auf die Solequelle. Damit weist das Hauptmotiv des Wappens auf den Status der Gemeinde Burg (Spreewald) als Kurort hin. Die vier Blüten der spreewaldtypischen Sumpfdotterblume versinnbildlichen die vier Gemeinde- bzw. Ortsteile Dorf, Kolonie, Kauper und Müschen. Die weiträumige Verteilung der Blüten bringt den Aspekt der Streusiedlung ins Spiel. |

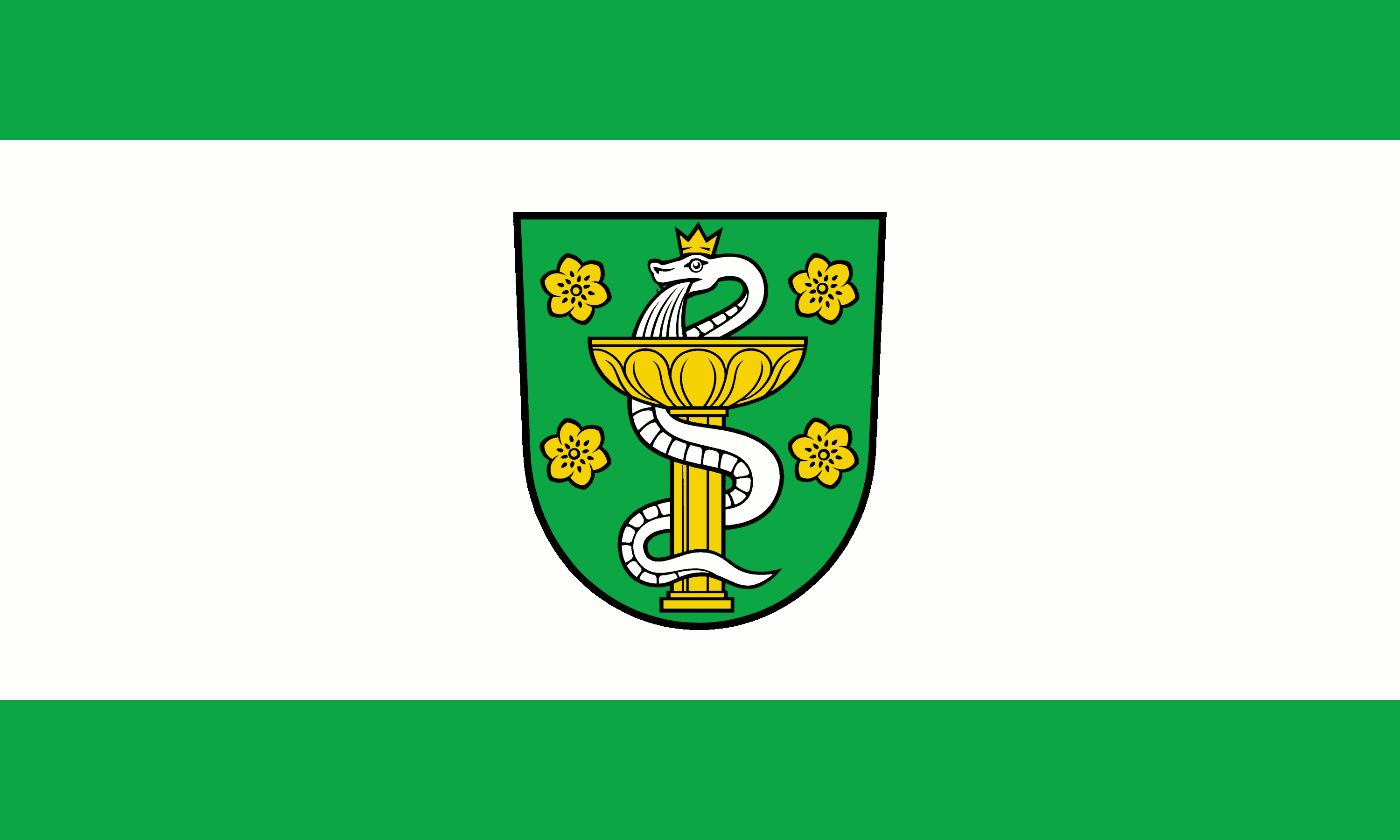
Hissflagge der Gemeinde

Flaggenbeschreibung: „Dreistreifig Grün-Weiß-Grün (Grün-Silber-Grün) im Verhältnis 1:4:1 mit dem Gemeindewappen im Mittelstreifen.“

### Gemeindepartnerschaft
Nach der Wende bemühte sich die Gemeinde Hatten im Landkreis Oldenburg um Gemeindepartnerschaften in den neuen Bundesländern. Ein in Burg geborener Einwohner Hatterns sprach den Burger Bürgermeister an. Der Kontakt führte zur Aufnahme partnerschaftlicher Kontakte im Jahr 1990.

## Kultur und Sehenswürdigkeiten

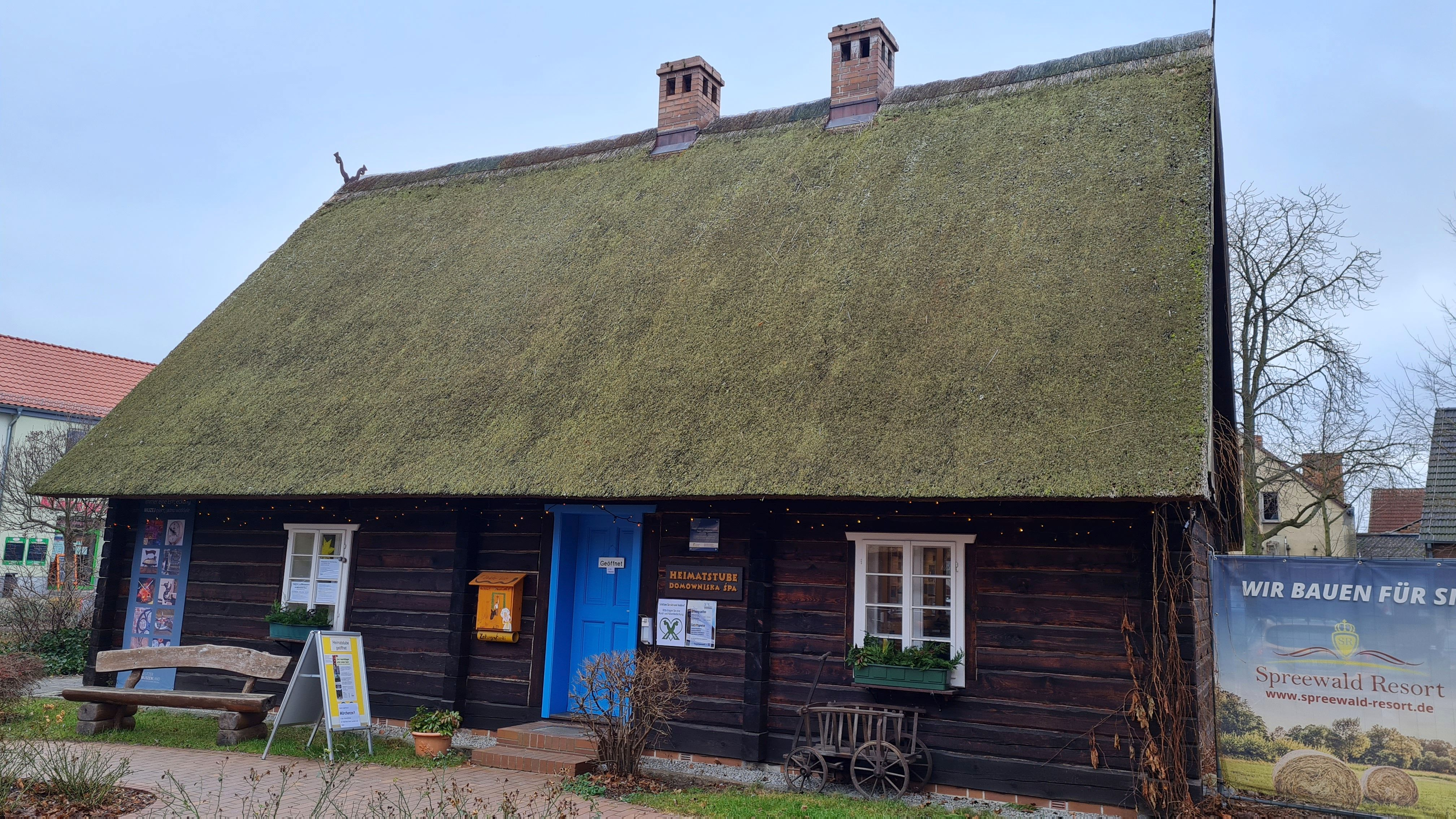
Heimatstube

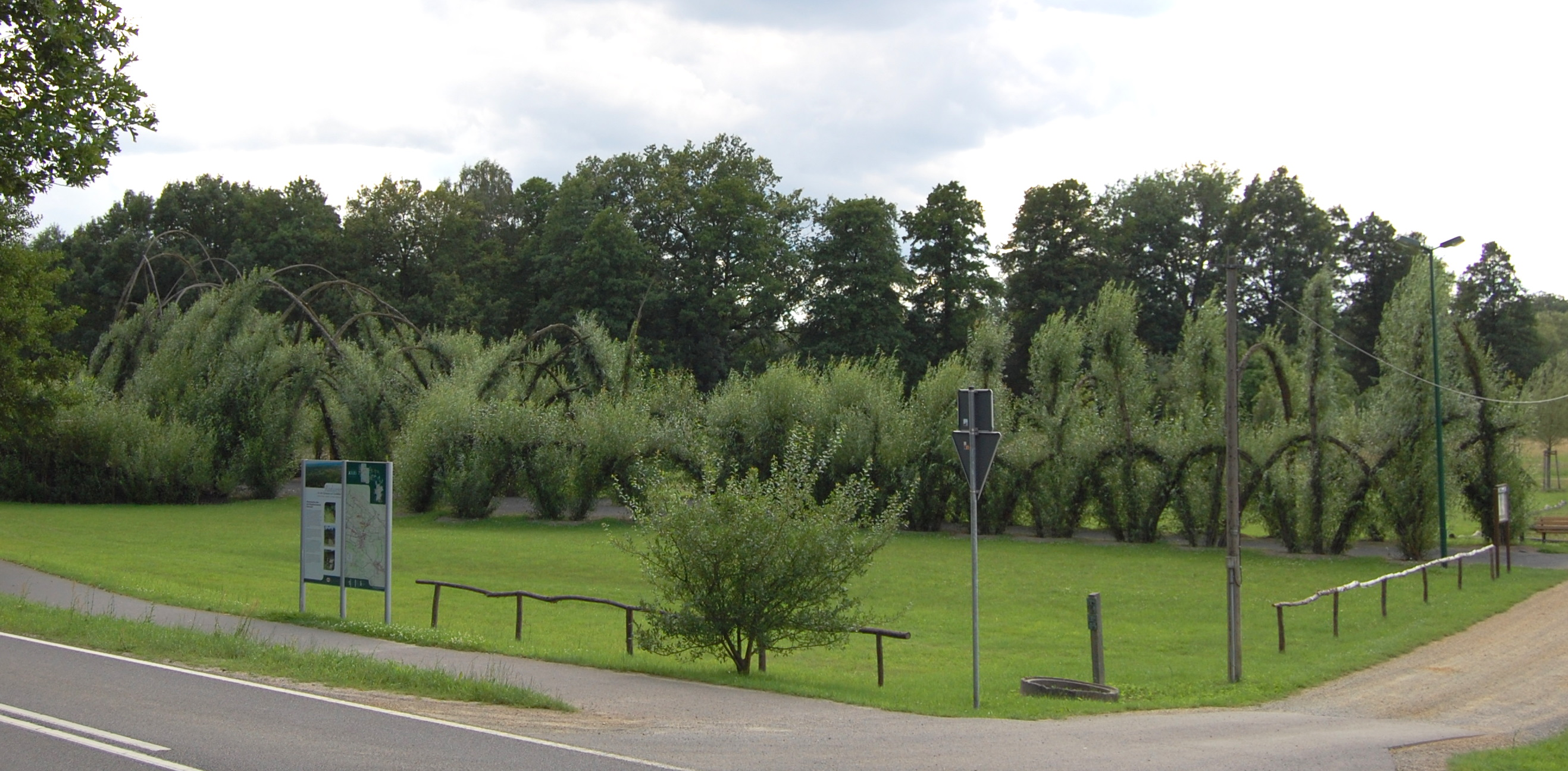
Weidenburg

### Bauwerke
Die Denkmalliste von Burg enthält alle Bauten, die unter Denkmalschutz stehen. Die Bodendenkmale sind in der Liste der Bodendenkmale in Burg (Spreewald) aufgeführt. Die Gemeinde ist Mitglied der Arbeitsgemeinschaft „Historische Dorfkerne im Land Brandenburg“.
- Pfarrkirche, 1799 bis 1804 in frühklassizistischem Stil erbaut. Die davor befindliche Luther-Eiche ist als Naturdenkmal eingetragen.
- Bismarckturm auf dem Schlossberg, 1915 bis 1917 auf einem ur- und frühgeschichtlichen Wall erbaut, dient als Ehrenmal für die im Ersten Weltkrieg gefallenen Soldaten. Die Plattform in 28 Metern Höhe diente einst als Feuerschale und ist für die Öffentlichkeit zugänglich.
- Weidenburg – Arena Salix in der Nähe des Bismarckturms, ein von lebenden Weidenruten gebildetes Gebäude, vom Schweizer Architekten Marcel Kalberer geschaffenes Baumdenkmal auf einer Fläche von 7.878 m²
- Kur- und Sagenpark in der Nähe des Medizinische Rehabilitationszentrums mit Skulpturen aus der sorbisch/wendischen Sagenwelt, einem Kräuter- und Pflückgarten sowie einem Rosengarten und mehreren Streuobstwiesen
- Heimatstube Burg in einem für die Region typischen reetgedeckten Blockhaus, informiert über die Ur- und Kirchengeschichte sowie über Haus- und Landwirtschaft der Region. Daneben werden sorbisch/wendische Trachten gezeigt. Die Dauerausstellung wird durch wechselnde Ausstellungen zum früheren und heutigen Leben in Burg ergänzt.
- Alter Bahnhof Burg (Spreewald) der Spreewaldbahn von 1898, zur Gaststätte umgebaut

### Museen
Es gab das „DDR Museum Burg“. Es existierte von etwa März 2009 bis längstens Juli 2019. Es stellte Fahrzeuge und Dinge des täglichen Lebens aus der Zeit der DDR aus.

## Wirtschaft und Infrastruktur

### Verkehr

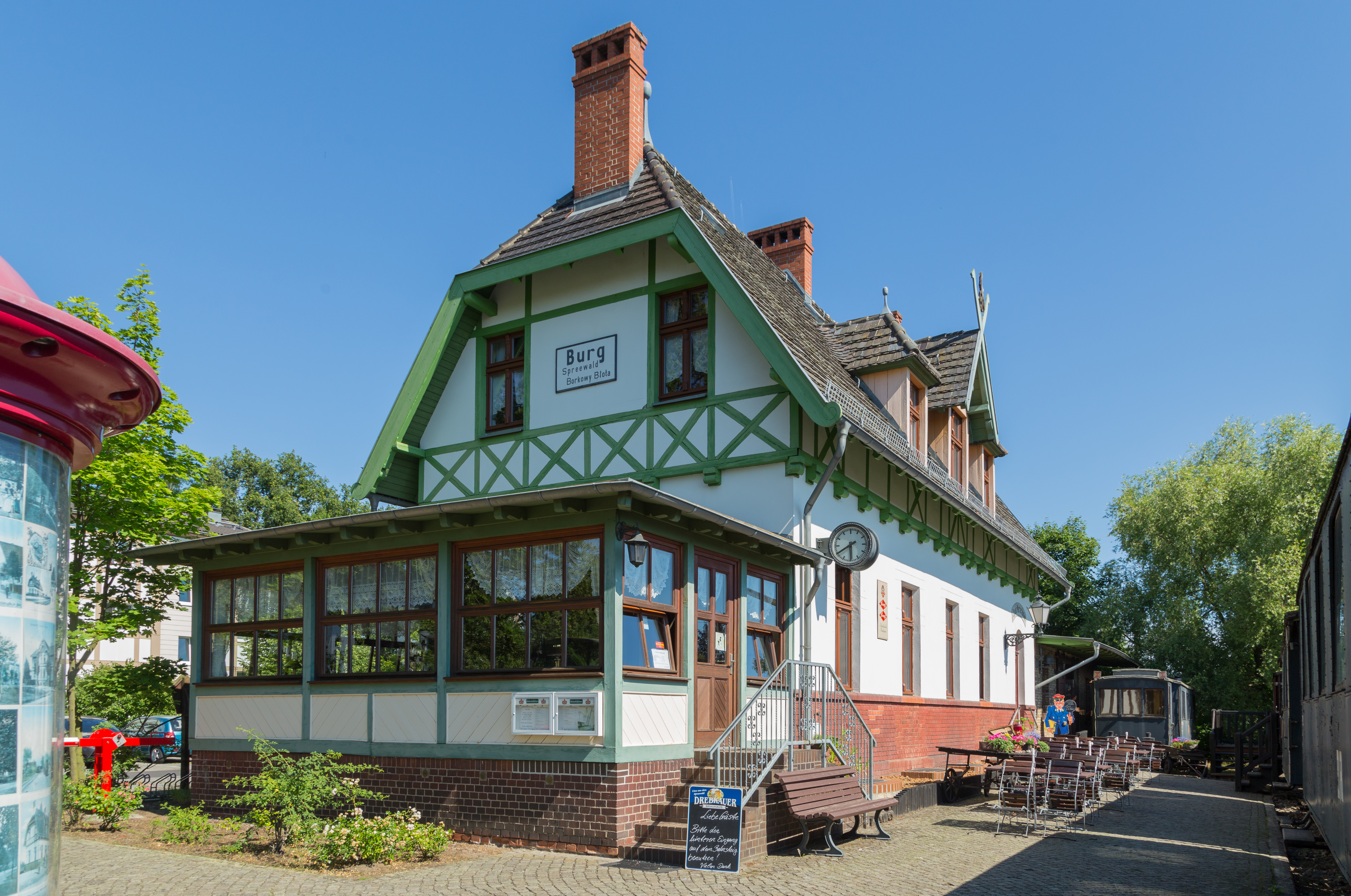
Ehemaliger Bahnhof in Burg

Der nächstgelegene Bahnhof liegt in Vetschau an der Bahnstrecke Berlin–Görlitz und wird von der Regional-Express-Linie RE 2 Nauen–Berlin–Cottbus bedient. Der öffentliche Personennahverkehr wird unter anderem durch den PlusBus des Verkehrsverbund Berlin-Brandenburg erbracht. Folgende Verbindungen führen, betrieben von der Regionale Verkehrsgesellschaft Dahme-Spreewald und Cottbusverkehr, ab Burg:
- Linie 47: Burg ↔ Werben ↔ Briesen ↔ Cottbus
- Linie 500: Burg ↔ Neu Zauche ↔ Radensdorf ↔ Lübben

Die 1898 eröffnete Spreewaldbahn, eine Schmalspurbahn, die von Cottbus über Burg (Spreewald) und Straupitz (Spreewald) nach Lübben (Spreewald) führte, wurde 1970 stillgelegt und demontiert. In Burg erinnert noch der zu einem Gasthof umgebaute Bahnhof, neben dem sich wieder ein Stück Gleis mit Museumswaggons und Teilen einer alten Dampflok der Spreewaldbahn befindet, an diese Strecke. Die Gaststätte selbst ist als Museum für die Spreewaldbahn eingerichtet. Inzwischen plant ein Förderverein den Wiederaufbau der Spreewaldbahn.

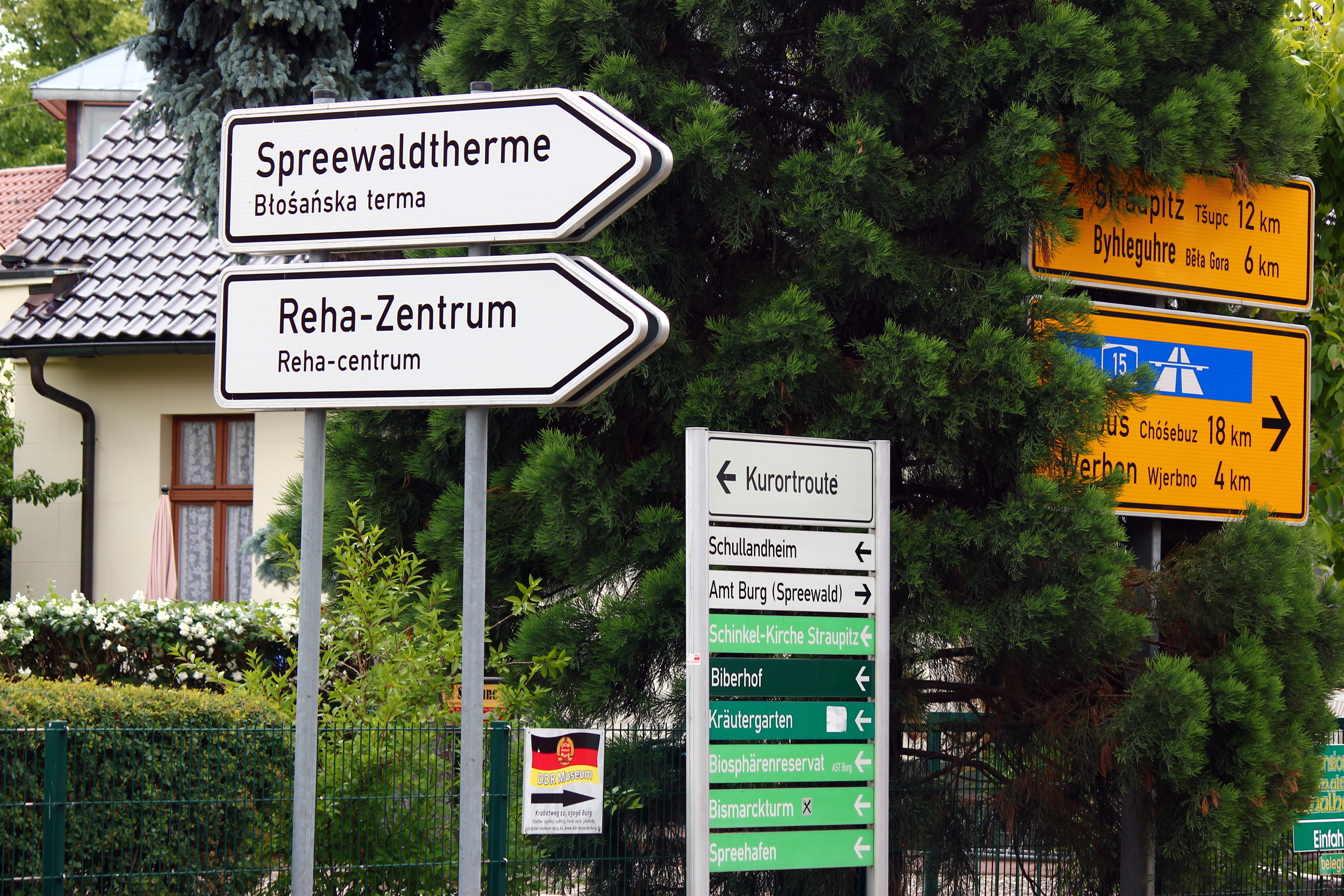
Beschilderung an der Landesstraße 51 im Ortszentrum

Burg liegt an den Landesstraßen L 51 zwischen Straupitz (Spreewald) und Cottbus sowie L 54 nach Vetschau. Die nächstgelegene Autobahnanschlussstelle „Vetschau“ an der Bundesautobahn 15 (Dreieck Spreewald–polnische Grenze) ist etwa acht Kilometer entfernt.

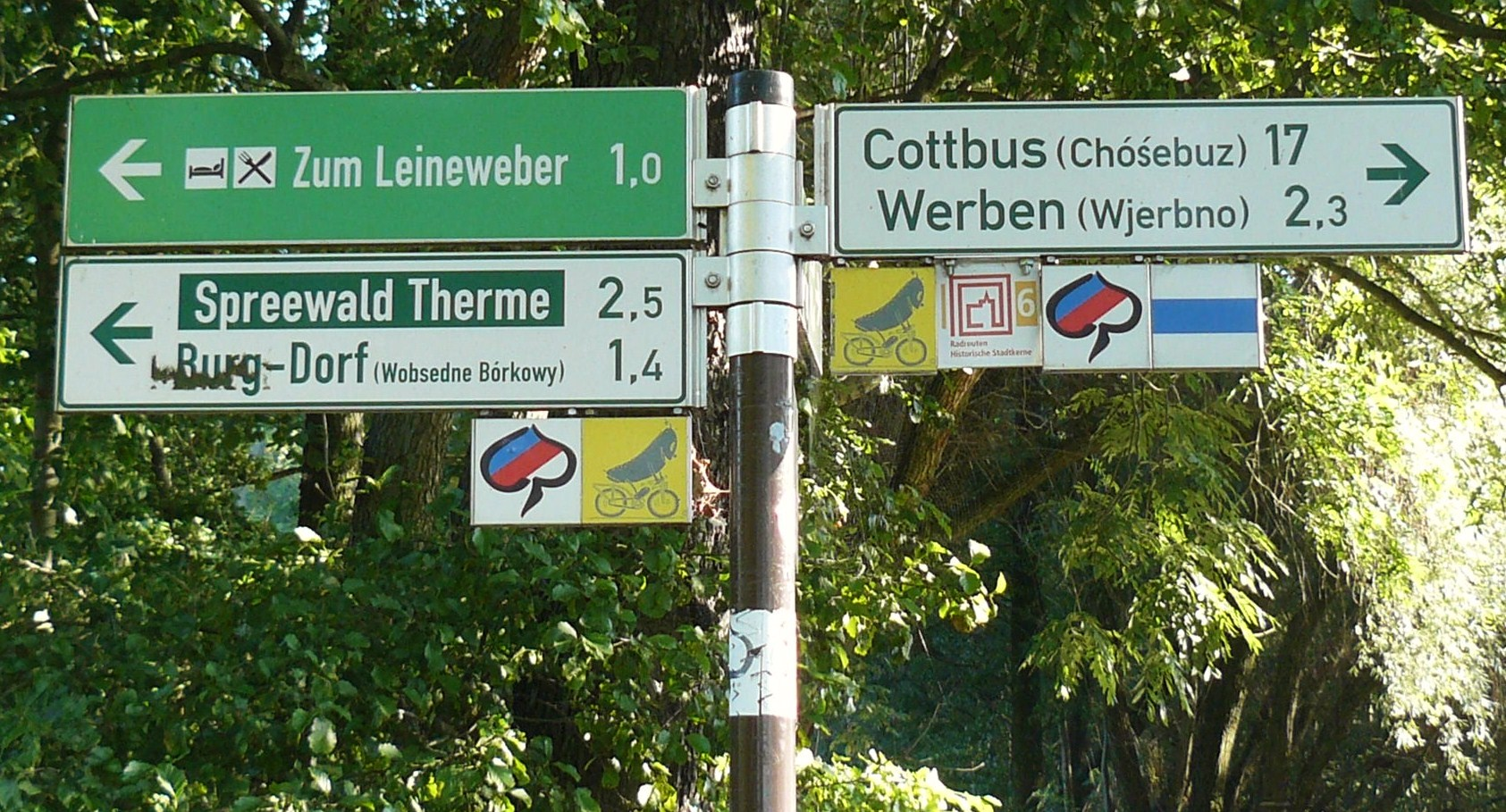
Beschilderung des Gurken-Radwegs in Burg-Kolonie

Per Fahrrad ist Burg über den Gurken-Radweg, Spreeradweg sowie über den Hofjagd-Radweg zu erreichen.
Bis in die Mitte des 20. Jahrhunderts war in großen Teilen von Burg der Spreewaldkahn – ein langes flaches Boot mit geringem Tiefgang, das mit einer langen Stange („Rudel“) gestakt wird und sich auch durch schmale und flache Kanäle steuern lässt – das einzige Transportmittel. Erst danach verlor er durch den Ausbau von Wegen und Brücken seine wirtschaftliche Bedeutung und dient jetzt vor allem touristischen Zwecken.

### Freizeit- und Sportanlagen

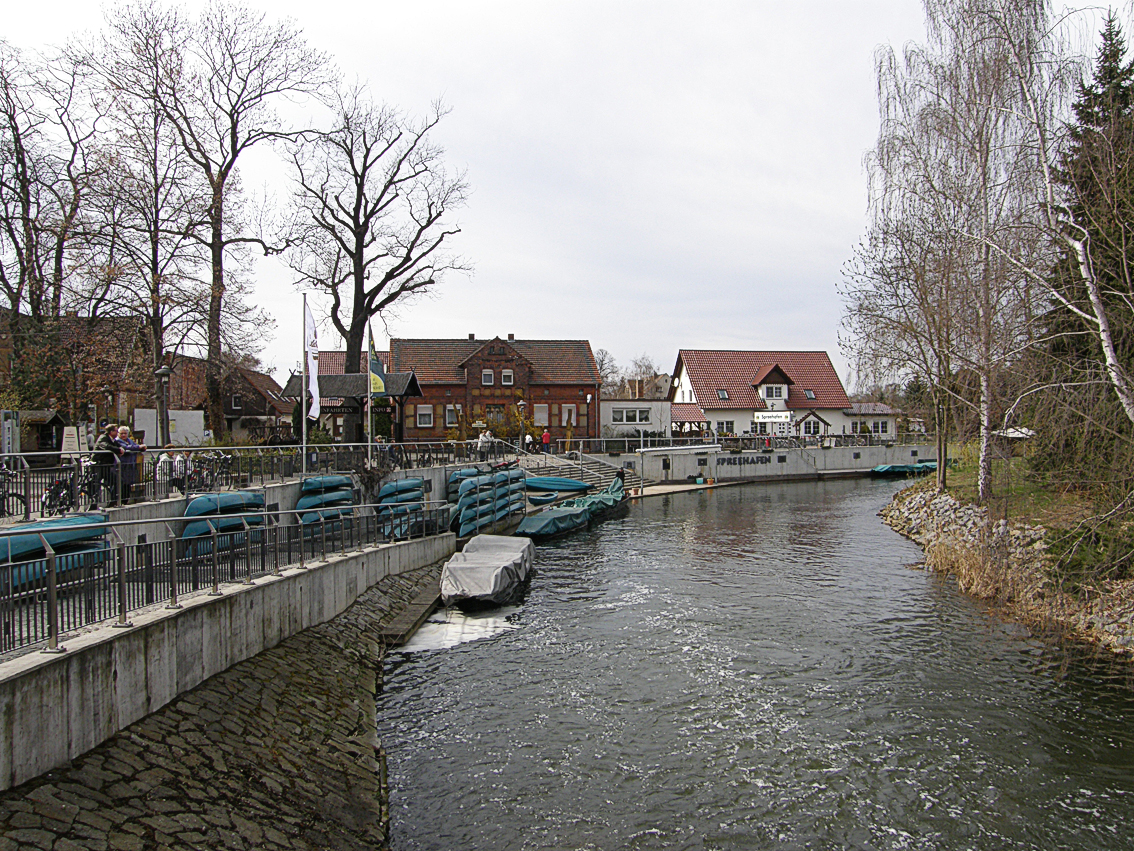
Hafen in Burg

Burg ist als Ausgangspunkt für Wasserwandertouren durch die Fließe des Spreewaldes geeignet. Besucher von Burg können selbst mit dem Paddelboot fahren, sich aber auch mit dem Spreewaldkahn von einem Fährmann durch die Fließe des Biosphärenreservates staken lassen. Ein Befahren des inneren Teils des Biosphärenreservates ist nicht gestattet.
Das Informationszentrum Schlossberghof informiert über das Biosphärenreservat Spreewald. Neben einer Ausstellung gehören eine Natur-Erlebnis-Uhr sowie ein Arznei- und Gewürzpflanzengarten zum Angebot.
Inlineskater und Fahrradfahrer finden neu ausgebaute Strecken im gesamten Gebiet von Burg. Auch zwischen Cottbus und Burg sind ausgebaute Strecken vorhanden, die in weiten Teilen der früheren Streckenführung der stillgelegten Spreewaldbahn folgen.
Seit 2005 bietet der Ort mit der Spreewald-Therme eine Badeeinrichtung mit Solewasser und hat ein Rehabilitationszentrum, was zur staatlichen Anerkennung als „Ort mit Heilquellenkurbetrieb“ führte. Die Bade- und Saunalandschaft sowie der Fitness- und Wellnessbereich werden auch in der Zusammenarbeit mit Hotels und Pensionen betrieben.
Die 1921 gegründete SG Burg bietet neben Fußball noch Billard, Turnen, Volleyball und Darts an. Im Jahr 2004 stieg die Fußballmannschaft in die Verbandsliga Brandenburg auf. Nach dem Rückzug zum Ende der Saison 2006/2007 spielte der Verein in der Landesklasse Süd und seit dem Aufstieg im Jahr 2008 in der Landesliga Süd. Nach dem sportlichen Abstieg in die Landesklasse 2018 wurde die 1. Mannschaft aufgelöst. Der Spielbetrieb wurde daraufhin mit der 2. Mannschaft in der Kreisliga Niederlausitz fortgeführt. Es gelang der sofortige Aufstieg in die Kreisoberliga, in welcher die Mannschaft 2019/2020 starten wird.

## Persönlichkeiten

### Söhne und Töchter der Gemeinde

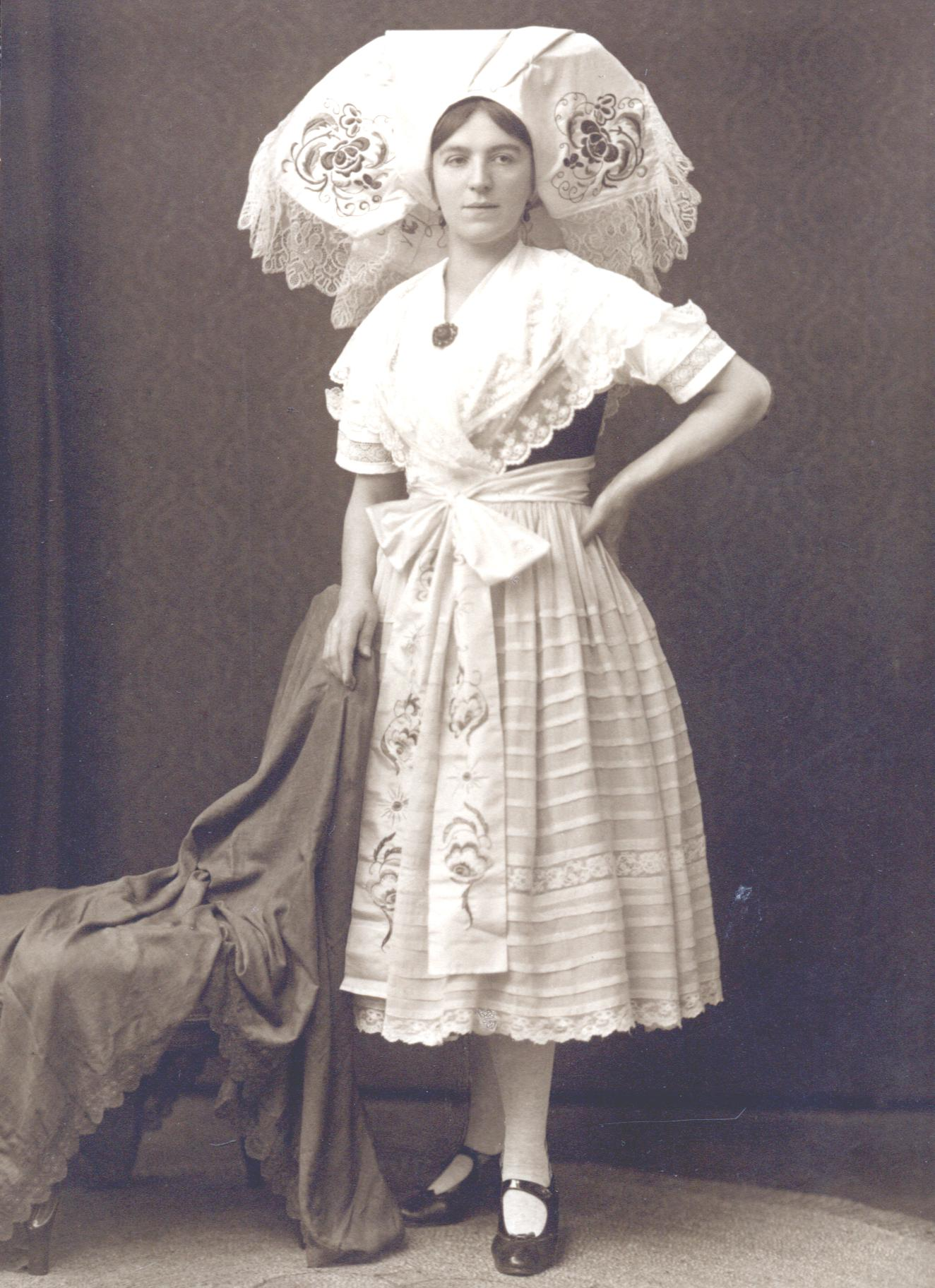
Mina Witkojc

- Johannes Noack (1878–1942), geboren in Burg-Kauper, evangelischer Pfarrer, Opfer des Nationalsozialismus
- Mina Witkojc (1893–1975), niedersorbische Lyrikerin
- Fritz During (1910–1993), Bildhauer und Kunsthandwerker
- Günter Gollasch (1923–2011), Bandleader
- Egon Zimpel (1943–2022), Maler und Grafiker

### Mit der Gemeinde verbundene Persönlichkeiten
- Wilibald von Schulenburg (1847–1934), Landschaftsmaler und Volkskundler, lebte von 1876 bis 1879 beim Burger Kleinbauern Badarak
- Heinrich Steffen (1849–1926), Arzt in Burg und nebenberuflicher Fotograf, dessen Fotoplatten zur 700-Jahr-Feier der Gemeinde gezeigt wurden
- Gertrud Eitner (1880–1955), Reichstagsabgeordnete 1930–1932 (CSVD), lebte von 1920 bis 1928 in Burg, während ihr Ehemann dort als Pfarrer tätig war
- Dirk Meier (* 1964), Radsportler, lebt in Burg
- Thomas Wunderlich (* 1979), Kapitän der Polarstern, lebt in Burg